# Gare de Machecoul
Gare de Machecoul – stacja kolejowa w Machecoul, w departamencie Loara Atlantycka, w regionie Kraj Loary, we Francji.
Została otwarta w 1876 roku przez Compagnie des chemins de fer nantais. Dziś jest stacją Société nationale des chemins de fer français (SNCF), obsługiwaną przez pociągi TER Pays de la Loire relacji Nantes – Saint-Gilles-Croix-de-Vie.